# Haplogrupo K (ADNmt)
El haplogrupo K es un haplogrupo mitocondrial humano típico de Eurasia Occidental.
Desciende del haplogrupo U8b, sus marcadores genéticos son A10550G, T11299C, T14798C, T16224C y T16311C! y tiene un probable origen en la Asia Occidental entre hace 22.000 y 30.000 años.
Subclados del haplogrupo K se encuentran hoy en Europa y el Medio Oriente y ocasionalmente en el este de Eurasia. También se encontró en los antiguos norteafricanos. Tiene tres subclades principales: K1, K2 y K3. Estos se dividen en ramas adicionales.

## Haplogrupo K en España
El haplogrupo K1a1b1 se encuentra en la España moderna y ya existía en poblaciones que vivían en la España antigua tanto en la península ibérica como en las islas Baleares.  Algunos de los chuetas de la isla española de Mallorca tienen el subclado K1a1b1a. Ellas descienden de los judíos sefardíes. K1a1b1a también se encuentra en poblaciones judías modernas. Especialmente es típico de los judíos asquenazi pero también se puede encontrar ocasionalmente en los judíos turcos, los judíos de Cochín y los judíos de Irak. Algunas personas poseen el haplogrupo K1a1b1c en Canarias.
El haplogrupo K1a4a1 es común en la España moderna incluyendo a los vascos y en las islas Baleares. Algunas personas de la cultura del vaso campaniforme en la España antigua también tenían K1a4a1. Gente que viene de Toledo, Granada y las islas Canarias están entre los que poseen el haplogrupo K1a4a2a1 con las mutaciones C16168T, C6134T y A6605G. También se encuentra en personas del estado mexicano de Nuevo León y en los griegos y los judíos asquenazi.
El haplogrupo K1a13a se puede encontrar en Cuenca y Almería y su subclado K1a13a4 es en Cantabria.
El haplogrupo K1b1a se encuentra en San Sebastián de La Gomera, una ciudad en las islas Canarias. También lo existe en la población de Catalonia y su subclado K1b1a1 es en Extremadura. Además, algunos vascos en España tienen K1b1a. K1b1a2 se encuentra en Málaga. K1b1b1 se encuentra por ejemplo en la región de Murcia.
Algunas de las chuetas de Mallorca tienen el haplogrupo K1c. El subclado K1c1 se encuentra en Galicia, Salamanca y Málaga y en Portugal también. K1c1g se encuentra en España, Portugal y México. K1c1h se encuentra en Burgos.
El haplogrupo K2a2a1 se comparte entre los judíos asquenazi y personas no judías de España, Cuba y países no hispanos. El haplogrupo K2a3 se encuentra en Andalucía. El haplogrupo K2a8 se ha encontrado en España. El subclado K2a8a se encuentra con frecuencia en personas del estado mexicano de Nuevo León. El haplogrupo K2a15 se encuentra entre los vascos de España.
K2b1a1 se puede encontrar en las chuetas de Mallorca. K2b1a1a, que tiene la mutación C16222T, se encuentra en Galicia. K2b1a6, con la mutación G16213A, se encuentra en Andalucía (Almería) y Cataluña (Barcelona).
K2b1a7, con la mutación C572T, se encuentra por ejemplo en Barcelona y Córdoba. Al antiguo noroeste de España existía el haplogrupo K2b1. en el subclado más precisamente llamada K2b1a.

## Haplogrupo K en Portugal
El haplogrupo K tiene muchas variedades que existen entre los portugueses. Ejemplos de haplogrupos que tienen los clientes de Family Tree DNA que informan tener ascendencia matrilineal de Portugal son K1a-C150T, K1a3a, K1a4, K1a4a, K1a12, K1c1, K2a5a1, K2a8, K2b1a, K2b1a1 y K2b1a1a. Un estudio científico encontró de manera similar K1c1 en Portugal.

## Haplogrupo K en el norte de África
En 2009, un estudio científico encontró el haplogrupo K1a en tunecinos en Túnez. Según un estudio posterior, algunos de ellos pertenecen a los subclados K1a4a1 y K1a12b. Otros tunecinos pertenecen al subclado que YFull denominó K1-a4, que se define por la retromutación T195C! y también se encuentra en España.
Los judíos de Marruecos descienden en parte de los Megorashim, judíos sefaradíes que fueron expulsados de España en 1492 y de Portugal en 1497, y también de los Toshavim, judíos que ya vivían en Marruecos antes de 1492. Algunos judíos de Marruecos poseen el haplogrupo K1a3a1 en su subclado K1a3a1a y K1a3a1a se encuentra en judíos de Argelia también. Otros haplogrupos compartidos por los judíos de Marruecos y los judíos de Argelia incluyen K2a5 y K1c2k (este último anteriormente se llamaba simplemente K1c2). Algunos de los judíos de Marruecos tienen K1a2a. K1a4a es compartida por poblaciones judías de Argelia, Túnez y Libia. Otro haplogrupo encontrado en judíos de Argelia es K2a1.